# OGPU
El Directori Polític de l'Estat (OGPU) era la policia secreta de la República Socialista Federada Soviètica de Rússia i de la Unió Soviètica entre 1922 i 1934. Formada a partir de la Txekà, l'organització de seguretat de l'estat, el 6 de febrer de 1922, va ser coneguda inicialment com a GPU (abreviatura de "Gossudàrstvennoie Politítxeskoie Upravlénie de l'NKVD de la RSFSR" (Государственное Политическое Управление НКВД РСФСР).
Sobre el paper, se suposava que la nova agència actuaria amb més restriccions que la Txekà. Per exemple, ja no tindrien dret de detenir i afusellar als sospitosos "contrarevolucionaris" a voluntat.
El "Departament d'Exteriors" del GPU estava encapçalat per Mikhaïl Trilisser, antic bolxevic i membre el Partit. El Departament d'Exteriors va encarregar-se de les activitats d'intel·ligència a ultramar, incloent l'espionatge i la liquidació dels "enemics del poble". El mateix Trilisser va ser posteriorment liquidat per Stalin durant la Gran Purga el 1940.
Amb la creació de la Unió Soviètica al desembre de 1922, es requeria una organització unificada per controlar la seguretat de l'estat per tota la unió. Així doncs, el 15 de novembre de 1924, el GPU abandonà l'NKVD rus per passar a formar part del Directori Polític Conjunt de l'Estat, també convertit en Administració Política de l'Estat de Tota la Unió. El seu nom oficial era "Ob'edinennoe Gosudarstvennoe Politicheskoe Upravlenie sota el SNK de l'URSS" (Объединённое государственное политическое управление при СНК СССР), o OGPU (ОГПУ).
Potser l'èxit més espectacular del GPU/OGPU va ser l'Operació Confiança de 1924-25. Agents de l'OGPU contactaren amb emigrats russos a l'Europa Occidental fent veure que eren representants d'un gran grup que treballava per enderrocar el règim comunista, coneguts com a "Confiança". Els exiliats russos els van donar grans quantitats de diners i subministraments, així com diverses agències estrangeres d'intel·ligència. Finalment, van aconseguir que un dels líders operadors anticomunistes, Sidney Reilly, anés a Rússia per trobar-se amb "Confiança". Un cop a Rússia, va ser detingut i mort. "Confiança" es dissolgué, i va convertir-se en un gran èxit propagandístic.
Entre 1917 i 1929, el GPU s'encarregà d'investigacions intensives sobre un cop de l'oposició. Ióssif Stalin va proclamar un decret que totes les opinions opositòries eren perilloses i donà autoritat al GPU per investigar elements hostils. Això comportà el Judici de Xakhti al març de 1928, que jutjà un grup de sabotejadors industrials involucrats en una conspiració burgesa hostil. Aquest seria el primer dels judicis espectacle durant el Pla Quinquennal.
La OGPU va ser responsable de la creació del sistema del Gulag. També esdevingué el braç del govern soviètic per perseguir els membres de les diverses organitzacions religioses establertes a la Unió Soviètica, ja fossin l'Església Ortodoxa Russa, els Catòlics grecs, els Catòlics romans, l'islam, etcètera, en una operació dirigida per Ievgueni Tutxkov. L'OGPU també va ser la principal agència de policia secreta responsable de la investigació, detenció i liquidació dels anarquistes i d'altres faccions d'ala esquerra dissidents a l'inici de la Unió Soviètica. Gradualment, el seu poder esdevingué major que el de la Txekà.
L'OGPU va ser reincorporat al nou Comissariat d'Afers Interns (NKVD) al juliol de 1934, esdevenint el seu Directori Principal de la Seguretat de l'Estat (GUGB). La seva transformació final va ser en el més àmpliament conegut Comitè per la Seguretat de l'Estat (KGB).